# 사할린주의 행정 구역
다음은 사할린주의 행정 구역에 관한 설명이다.
주 지정 도시:
- 유즈노사할린스크 (Южно-Сахалинск)

군:
- 알렉산드롭스크사할린스키군 (Александровск-Сахалинский)
  - 알렉산드롭스크사할린스키 시 (Александровск-Сахалинский)
- 아닙스키군 (Анивский)
  - 아니바 시 (Анива)
- 돌린스키군 (Долинский)
  - 돌린스크 시 (Долинск)
- 코르사콥스키군 (Корсаковский)
  - 코르사코프 시 (Корсаков)
- 쿠릴스키군 (Курильский)
  - 쿠릴스크 시 (Курильск)
- 마카롭스키군 (Макаровский)
  - 마카로프 시 (Макаров)
- 네벨스키군 (Невельский)
  - 네벨스크 시 (Невельск)
- 노글릭스키군 (Ногликский)
  - 노글리키 (Ноглики)
- 오힌스키군 (Охинский)
  - 오하 시 (Оха)
- 포로나이스키군 (Поронайский)
  - 포로나이스크 시 (Поронайск)
  - 바흐루셰프 (Вахрушев)
- 세베로쿠릴스키군 (Северо-Курильский)
  - 세베로쿠릴스크 (Северо-Курильск)
- 스미르니홉스키군 (Смирныховский)
  - 스미르니흐 (Смирных)
- 토마린스키군 (Томаринский)
  - 토마리 (Томари)
- 티몹스키군 (Тымовский)
  - 티몹스코예 (Тымовское)
- 우글레고르스키군 (Углегорский)
  - 우글레고르스크 시 (Углегорск)
  - 샤흐툐르스크 (Шахтёрск)
- 홀름스키군 (Холмский)
  - 홀름스크 시 (Холмск)
- 유즈노쿠릴스키군 (Южно-Курильский)
  - 유즈노쿠릴스크 (Южно-Курильск)